# Cantón de Longjumeau
El  cantón de Longjumeau es una división administrativa y una circunscripción electoral francesa. Está situado en el departamento de Essonne, en la región Isla de Francia.

## Geografía

### Situación
| Tipo de ocupación            | Porcentaje | Superficie (en hectáreas) |
| ---------------------------- | ---------- | ------------------------- |
| Espacio urbano construido    | 59,8 %     | 795,10                    |
| Espacio urbano no construido | 15,3 %     | 203,44                    |
| Espacio rural                | 24,9 %     | 330,95                    |
| Fuente : Iaurif              |            |                           |

El cantón de Longjumeau se organiza alrededor de la comuna de Longjumeau en el distrito de Palaiseau. Su altitud varía entre los treinta y seis metros en Épinay-sur-Orge y los noventa y tres metros en Longjumeau, con una media de sesenta y ocho metros.

### Composición
El cantón de Longjumeau está formado por cuatro comunas:
Épinay-sur-Orge (10104 hab.), Longjumeau (21361 hab.), Villemoisson-sur-Orge (6950 hab.) y Villiers-sur-Orge (3891 hab.).          

### Demografía
| 27 377 | 34 041 | 34 517 | 39 660 | 39 987 |
| Para los censos de 1962 a 1999 la población legal corresponde a la población sin duplicidades (Fuente: INSEE [Consultar]) |        |        |        |        |

En 1975, el cantón de Longjumeau perdió las comunas de Ballainvilliers, Champlan, Chilly-Mazarin y Saulx-les-Chartreux y recuperó las de Épinay-sur-Orge, Villemoisson-sur-Orge y Villiers-sur-Orge.
··

## Historia
El primer cantón de Longjumeau , en el antiguo departamento de Seine-et-Oise y el antiguo distrito de Versailles (entre 1793 y 1801), comprendía las comunas de Ballainvilliers, Champlan, Chilly-Mazarin, Longjumeau, Massy, Morangis, Paray, Saulx les Chartreux y Wissous.
Con motivo de la ley del 28 de pluvioso del año VIII (17 de febrero de 1800) que instituía la prefectura, creando los distritos y reduciendo considerablemente el número de cantones, otras dieciocho comunas se unieron al cantón de Longjumeau : dos comunas que pertenecían anteriormente al cantón de Corbeil : Bondoufle y Courcouronnes ; nueve  pertenecientes al cantón de Montlhéry : Épinay-sur-Orge, Fleury-Mérogis, Grigny, Longpont (que se pasó a llamar Longpont-sur-Orge en 1951), Morsang-sur-Orge, Le Plessis-Pâté, Sainte-Geneviève-des-Bois, Villemoisson-sur-Orge y Villiers-sur-Orge ; siete del cantón de Villeneuve-sur-Seine (hoy día Villeneuve-le-Roi) : Ablon (que cambió su nombre por Ablon-sur-Seine en 1926), Athis, Juvisy-sur-Orge, Mons, Savigny-sur-Orge, Villeneuve-sur-Seine y Viry-Châtillon.
En este momento, formado por veintisiete comunas (de las que a día de hoy veinticinco pertenecen al departamento de Essonne y dos al de Val-de-Marne), era parte del distrito de Corbeil.
Poco después restituyó las comunas de Bondoufle y Courcouronnes al cantón de Corbeil, y tras la fusión de Athis y Mons en 1817, solo contaba con veinticuatro comunas, después serían veintitrés con el traspaso de Plessis-Pâté al cantón de Arpajon en 1895.
En 1962, el cantón se unió al nuevo distrito de Palaiseau, creado por decreto del 8 de noviembre de 1962. Poco después, el decreto del 28 de enero de 1964, que modificaba profundamente la división cantonal del departamento de Seine-et-Oise, dividió el cantón de Longjumeau en seis nuevos cantones (Athis-Mons, Juvisy-sur-Orge, Longjumeau, Massy, Savigny-sur-Orge y Villeneuve-le-Roi). El nuevo cantón de Longjumeau solo estaba formado por seis comunas  : Ballainvilliers, Chilly-Mazarin, Longjumeau, Longpont-sur-Orge, Sainte-Geneviève-des-Bois y Villiers-sur-Orge.
La reorganización de la región parisina provocó una nueva división de los cantones. El decreto del 22 de julio de 1967, que creaba los cantones de los nuevos departamentos, le restó otras tres comunas al cantón de Longjumeau (Longpont-sur-Orge, que se unió al cantón de Montlhéry, Sainte-Geneviève-des-Bois et Villiers-sur-Orge, unida al cantón de Sainte-Geneviève-des-Bois), pero le devolvía dos comunas del canton de Massy (Champlan et Saulx-les-Chartreux). El cantón contaba ahora con cinco comunas (Ballainvilliers, Champlan, Chilly-Mazarin, Longjumeau et Saulx-les-Chartreux).
Es la reforma cantonal con ocasión de las elecciones de 1976 (decreto del 7 de diciembre de 1975) la que dio al cantón sus límites actuales : perdió cuatro comunas (Chilly-Mazarin que se unió al cantón de Chilly-Mazarin, Ballainvilliers, Champlan y Saulx-les-Chartreux que se unieron al cantón de Villebon-sur-Yvette), y recuperó tres comunas del cantón de Sainte-Geneviève-des-Bois (Épinay-sur-Orge, Villemoisson-sur-Orge y Villiers-sur-Orge).

## Representación política

### Resultados electorales
Elecciones cantonales, resultados de las segundas vueltas :
- Elecciones cantonales de 1994 : 50,10 % para Philippe Schmit (PS), 49,90 % para Christian Jeu (RPR), 57,61 % de participación.[8]
- Elecciones cantonales de 2001 : 64,07 % para Guy Malherbe (RPR), 35,93 % para Philippe Schmit (PS), 57,01 % de participación.[9]
- Elecciones cantonales de 2008 : 55,25 % para Marianne Duranton (UMP), 44,75 % para Sofiane Belguerras (PS), 54,05 % de participación.[10]

## Economía

### Empleo, renta y nivel de vida
| Distribución de los empleos por categorías socioprofesionales en 2006. |              |                                           |                                                   |                         |                          |                              |
|                                                                        | Agricultores | Artesanos, comerciantes, jefes de empresa | Ejecutivos y profesiones intelectuales superiores | Profesiones intermedias | Empleados                | Obreros                      |
| Cantón de Longjumeau                                                   | 0,0 %        | 4,6 %                                     | 16,1 %                                            | 29,9 %                  | 32,3 %                   | 17,0 %                       |
| Departamento de Essonne                                                | 0,2 %        | 4,5 %                                     | 22,1 %                                            | 27,7 %                  | 27,6 %                   | 17,9 %                       |
| Media nacional                                                         | 2,2 %        | 6,0 %                                     | 15,4 %                                            | 24,6 %                  | 28,7 %                   | 23,2 %                       |
| Distribución de los empleos por sectores de actividad en 2006.         |              |                                           |                                                   |                         |                          |                              |
|                                                                        | Agricultura  | Industria                                 | Construcción                                      | Comercio                | Servicios a las empresas | Servicios a los particulares |
| Cantón de Longjumeau                                                   | 0,3 %        | 9,4 %                                     | 5,0 %                                             | 13,3 %                  | 12,5 %                   | 7,2 %                        |
| Departamento de Essonne                                                | 0,8 %        | 11,5 %                                    | 6,1 %                                             | 15,4 %                  | 18,8 %                   | 6,4 %                        |
| Media nacional                                                         | 3,5 %        | 15,2 %                                    | 6,4 %                                             | 13,3 %                  | 13,3 %                   | 7,6 %                        |
| Fuentes : Insee·                                                       |              |                                           |                                                   |                         |                          |                              |